# Barking Sands

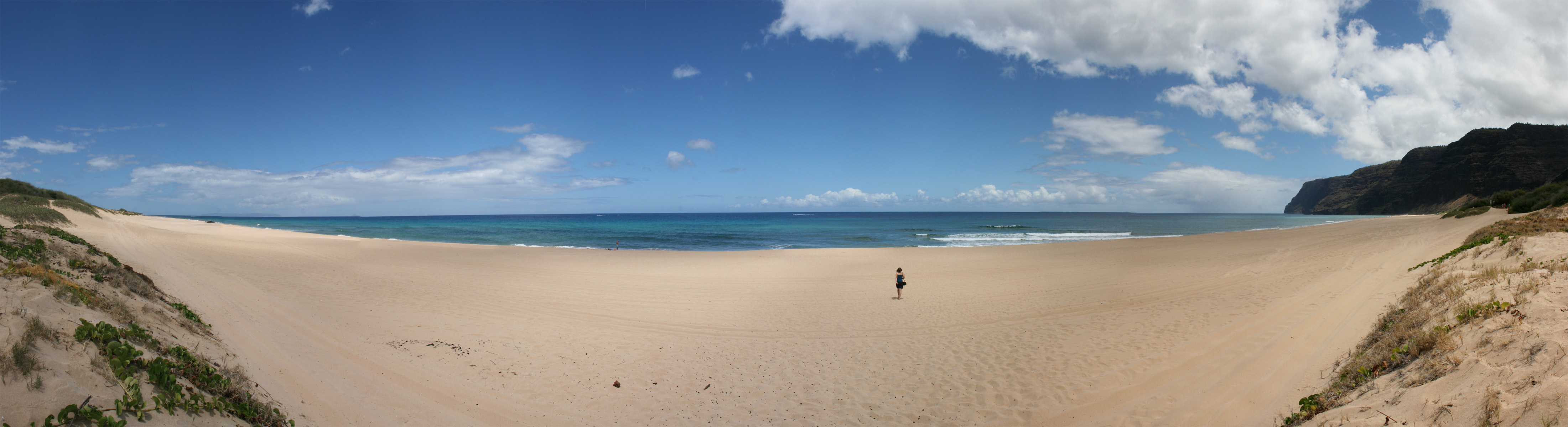
Panoramabild av Barking Sands beach.

Barking Sands är en strand på ön Kauai i den amerikanska delstaten Hawaii. Det är platsen för Pacific Missile Range Facility, en raketbas och en officiell testplats för robotförsvar, båda kontrollerade av amerikanska flottan.